# 다네이치역
다네이치역(일본어: 種市駅)은 일본 이와테현 구노헤군 히로노정에 위치한 동일본 여객철도 하치노헤 선의 철도역이다. 단선 승강장 1면 1선의 구조를 갖춘 지상역이다.

## 이용 현황
| 승차 인원 추이 | 승차 인원 추이 |
| 연도           | 1일 평균       |
| -------------- | -------------- |
| 2000           | 292            |
| 2001           | 249            |
| 2002           | 230            |
| 2003           | 208            |
| 2004           | 198            |
| 2005           | 202            |
| 2006           | 205            |
| 2007           | 192            |
| 2008           | 179            |
| 2009           | 166            |
| 2010           | 155            |
| 2011           |                |
| 2012           | 158            |
| 2013           | 173            |
| 2014           | 173            |
| 2015           | 172            |

## 역 주변
- 국도 제45호선
- 히로노 정청 다네이치 청사
- 히로노 정립 다네이치 역사 민속 자료관
- 히로노 정립 문화회관
- 다네이치 해변 공원

## 역사
- 1924년 11월 10일 : 혼하치노헤 역 - 당 역간 개통과 동시에 개업.
- 1987년 4월 1일 : 일본국유철도 분할 민영화에 의해, 동일본 여객철도가 승계.
- 2004년 10월 16일 : 교환 설비를 철거해, 단선 승강장 1면 1선이 됨. 동시에 운행 취급, 당직 근무가 폐지되어, 새벽 야간 역무원 부재로 됨.
- 2005년 12월 10일 : 다네이치 역장이 폐지되어, 구지 역장 관리하에 함.
- 2006년 3월 : 업무 위탁화.
- 2011년
  - 3월 11일 : 오후에 발생했던 도호쿠 지방 태평양 해역 지진과 이에 의한 지진 해일의 영향으로 열차 발착이 폐지.
  - 8월 8일 : 하시카미역 - 당 역 간 운행 재개.
- 2012년 3월 17일 : 당 역 - 구지역 간 운행 재개.

## 인접 역
| 동일본 여객철도 하치노헤 선 | 동일본 여객철도 하치노헤 선 | 동일본 여객철도 하치노헤 선 |
| --------------------------- | --------------------------- | --------------------------- |
| 히라나이 하치노헤 방면      | ■ 하치노헤 선               | 다마가와 구지 방면          |